# 萨森
萨森是德国莱茵兰-普法尔茨州的一个市镇。总面积3.33平方公里，总人口81人，其中男性43人，女性38人（2011年12月31日），人口密度24人/平方公里。